# St. Joseph (Rogoziniec)
Koordinaten: 52° 18′ 7,8″ N, 15° 46′ 58,9″ O

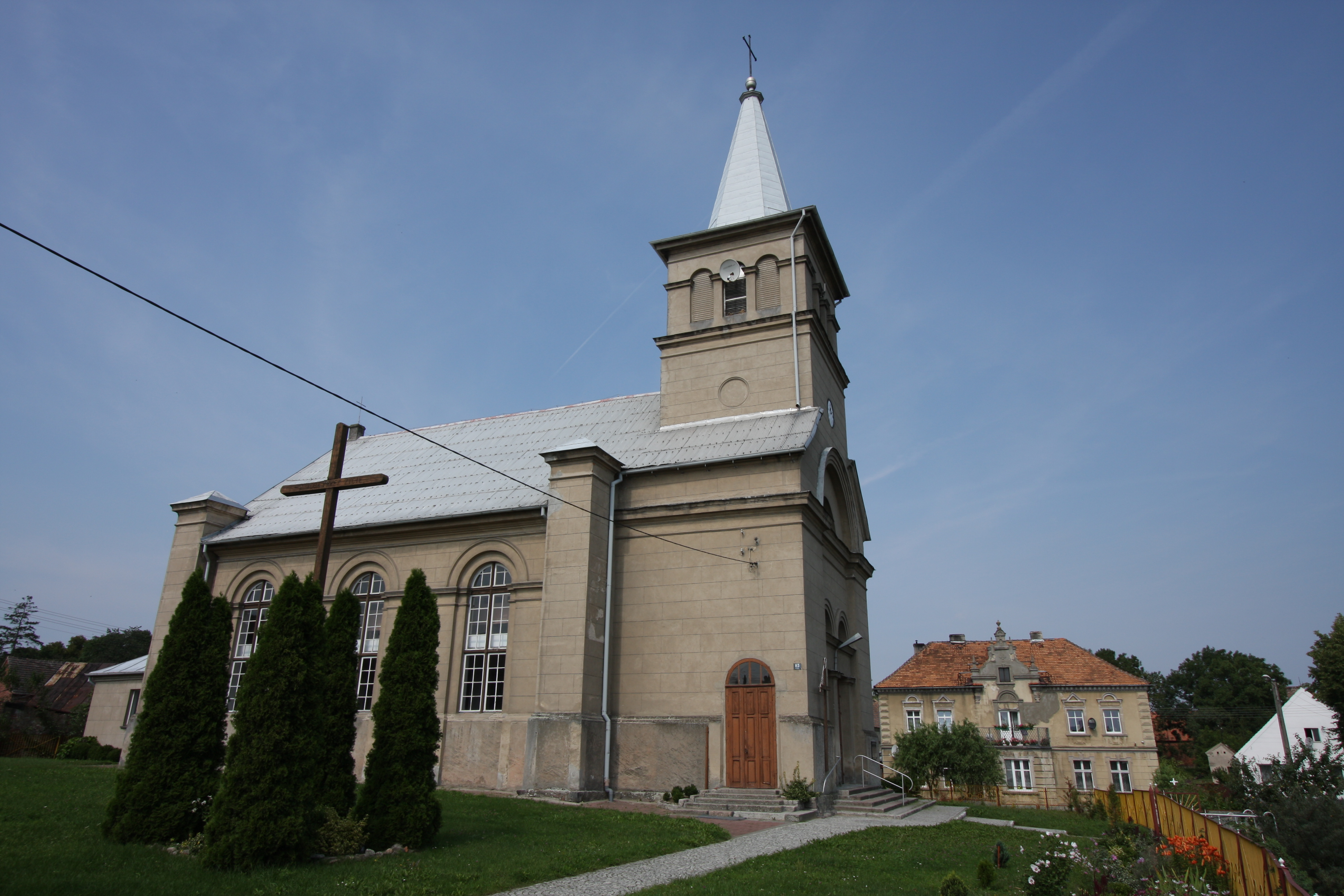
St. Joseph Rogsen

Die früher evangelische, jetzt römisch-katholische Kirche St. Joseph (polnisch Kościół św. Józefa) in Rogoziniec (deutsch Rogsen) in der Woiwodschaft Lebus, dem historischen Ostbrandenburg, stammt aus dem 19. Jahrhundert.

## Geschichte
Die Pläne für die Kirche, die die 1826 abgebrannte Dorfkirche ersetzen sollte, wurden wohl 1829 nach Angaben von Karl Friedrich Schinkel in der preußischen Oberbaudeputation angefertigt. Wegen finanzieller Schwierigkeiten wurde die Kirche erst 1837 begonnen und 1843 eingeweiht. Sie diente der Kirchengemeinde, die zur Kirchenprovinz Posen der evangelischen Landeskirche in Preußen und später zur Kirchenprovinz Grenzmark Posen-Westpreußen in der Evangelischen Kirche der altpreußischen Union (APU) gehörte, als Gottesdienststätte. Nach der Vertreibung der Deutschen wurde sie der römisch-katholischen Kirche übergeben und gehört heute zum Bistum Zielona Góra-Gorzów.

## Bauwerk
Die Kirche stellt eine Variation der Normalkirche mit verkürztem Kirchenschiff dar. Zur Verkürzung des Kirchenschiffs wurde die Orgelempore in den Turm verlegt und Nebenräume seitlich des Altars vor die Hälfte der westlichzen Fenster. Im Mittelschiff erhielt der Raum ein Spiegelgewölbe. Die Lünettenfenster können durch die besondere Raumaufteilung nicht der Raumbeleuchtung dienen. Entsprechend ist das altarseitige Fenster als Blende ausgeführt. Der Turmhelm ist spitz.